# Amir Slama
Amir Slama (1965) é estilista brasileiro. Foi designer, estilista e proprietário da marca brasileira moda de praia Rosa Chá. Amir agora dirige uma marca com seu nome, Amir Slama, com lojas em São Paulo e no Rio de Janeiro.

## Biografia
Amir Slama nasceu em 1965, formou-se em administração e cursou história na Pontifícia Universidade Católica de São Paulo. Amir foi professor de história e também já foi garçon e barman antes de estabelecer sua carreira na indústria da moda.
Com o adoecimento do pai, dono de uma confecção em São Paulo. Amir e sua esposa Riva recebeu 4 máquinas de costura e iniciaram uma pequena produção de moda. Em 1963, inaugurou a primeira loja da Rosa Chá, nos anos seguintes  abriu novas lojas na capital paulista, em Guarujá e no Rio de Janeiro.
Seu talento tornou-se conhecido em toda a comunidade da moda, com Rosa Chá sendo constantemente editorializada pela Vogue,Harper's Bazaar, Elle, W Magazine, Sports Illustrated, Cosmopolitan e muito mais. Os maiôs, entraram nos catálogos das lojas Barney's, em Nova York, e Teodore's, em Los Angeles.
Ele se tornou amigo da supermodelo Naomi Campbell depois que ela visitou sua loja em São Paulo; Campbell modelou suas coleções na passarela desde então.
Em 1997, deu início a um esquema de franquia e a sua marca expandiu pelas principais capitais brasileira. Foi apresentada a primeira coleção de Slama nas passarelas, durante a Terceira Semana Barra Shopping de Estilo, no Museu de Arte Moderna do Rio de Janeiro. Conseguiu atrair o interesse dos Estadunidenses.
Em 1998, a Rosa Chá estreou no Morumbi Fashion. Dois anos depois, a marca desfilou pela primeira vez nas passarelas americanas, durante a Semana da Moda - 7th on Sixth, em Nova York, participação que se repetiria nas três edições seguintes do evento.
Em 2002, inaugurou a primeira franquia internacional Rosa Chá, em Lisboa.
Em 2003, a Printemps, de Paris, passou a vender as peças da marca brasileira, que também abriu a segunda loja internacional, em Miami.
Em 2004, Slama fechou um contrato com a Speedo referente a um lançamento internacional de uma linha esportiva fashion.
A Rosa Chá chegou a ter vinte e cinco lojas no Brasil, além de três internacionais, por volta de quatrocentos e cinquenta multimarcas nacionais e duzentos espalhadas pelo mundo, em países tão diversos como a Arábia Saudita, África do Sul, Coreia do Sul e Alemanha. A produção anual com cerca de quinhentos e setenta mil peças. Além de maiôs e biquínis, blusas, calças, batas, jeans e lingeries. As criações da Rosa Chá eram exibidas no calendário oficial da São Paulo Fashion Week e da NYFW.
Desde 2010 a Rosa Cha encerrou suas atividades. Amir Slama, criou sua marca autoral com lojas em São Paulo e no Rio de Janeiro.
O estilista assinou três coleções de Beachwear para a rede de Fast Fashion C&A,no Brasil e coleçãoes para a rede italiana Yamamay, do grupo Inticom, assina colaborações com a Tok Stok e várias outras marcas.
Em 2022, se uniu com o influenciador Yarley para lançar em São Paulo a coleção SLAMB + Yarley.

### Pais
O pai de Amir passou a morar no Brasil com pouco mais de 20 anos para trabalhar no ramo têxtil como representante comercial na rua 25 de Março (Bom Retiro); mais tarde, ele montou sua própria fábrica. Antes de vir para o Brasil, seu pai morou alguns anos em Israel, onde conheceu sua esposa. Amir lembra que seus pais falavam em hebraico entre si.

## Prêmios
- Melhor Designer do Ano em 2002 e 2003; [15]
- Creative Excellence Award, Cannes, 2012; [16][17]